# Pyrochroidae
Bọ cánh cứng màu lửa là bọ cánh cứng thuộc họ Pyrochroidae, bao gồm cả bọ cánh cứng đỏ. Họ này có tất cả 150 loài. Nhiều loài trong phân họ Pyrochroinae có râu giống cái lược hay gạc nai. Họ này nay cũng bao gồm các thành viên của họ đã hết hiệu lực Pedilidae.

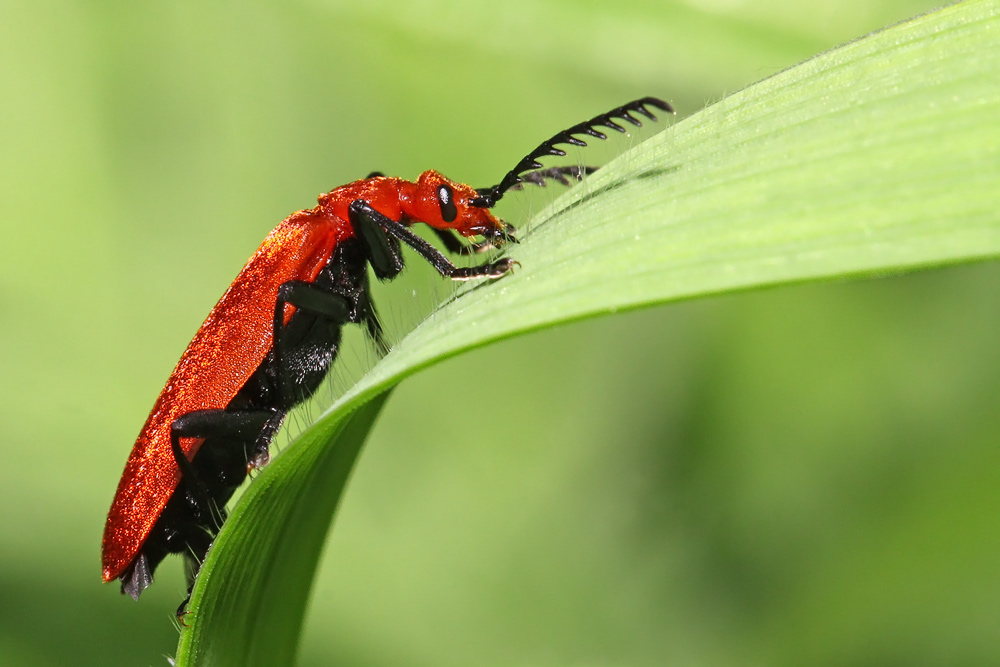
Pyrochroa serraticornis

## Hình ảnh

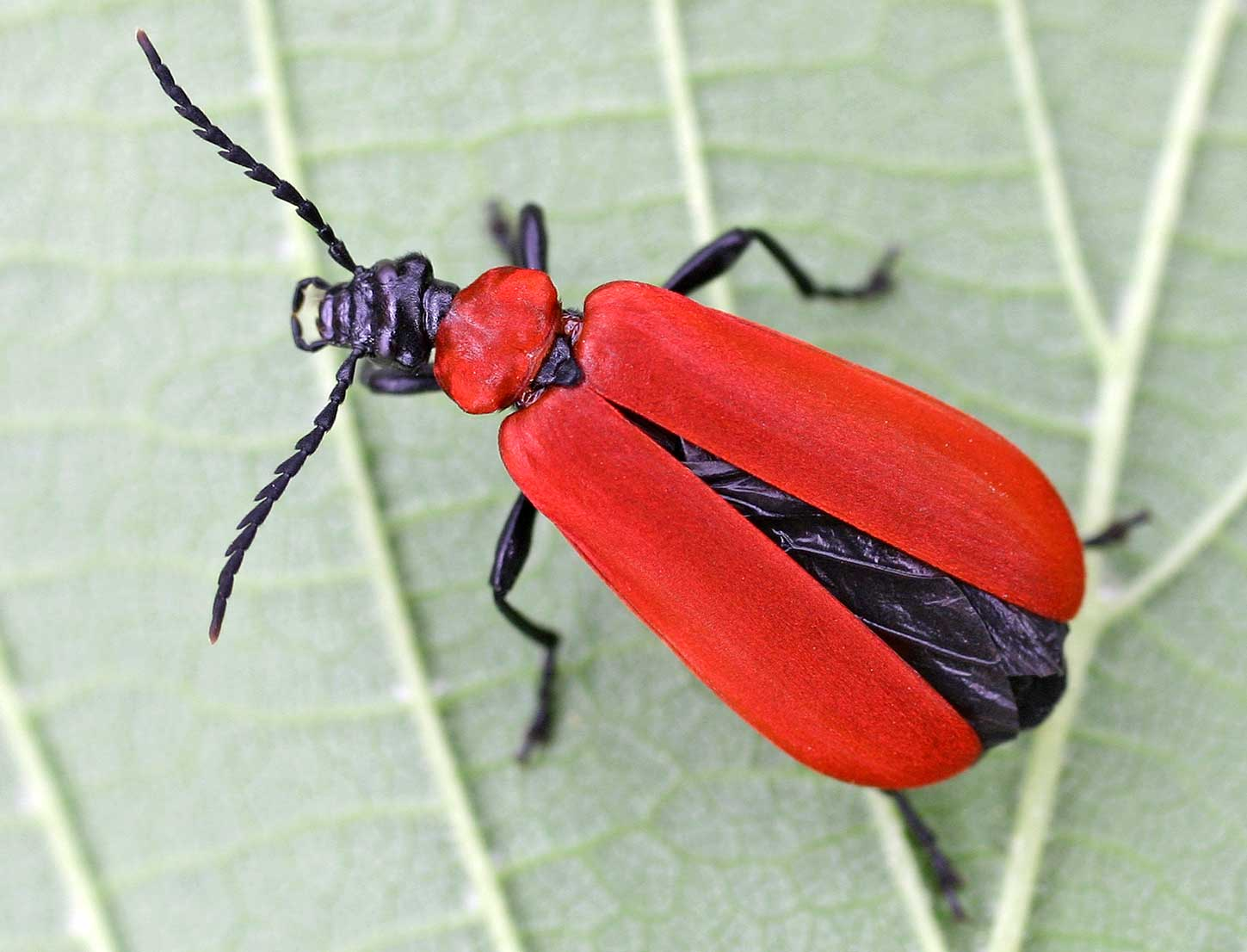
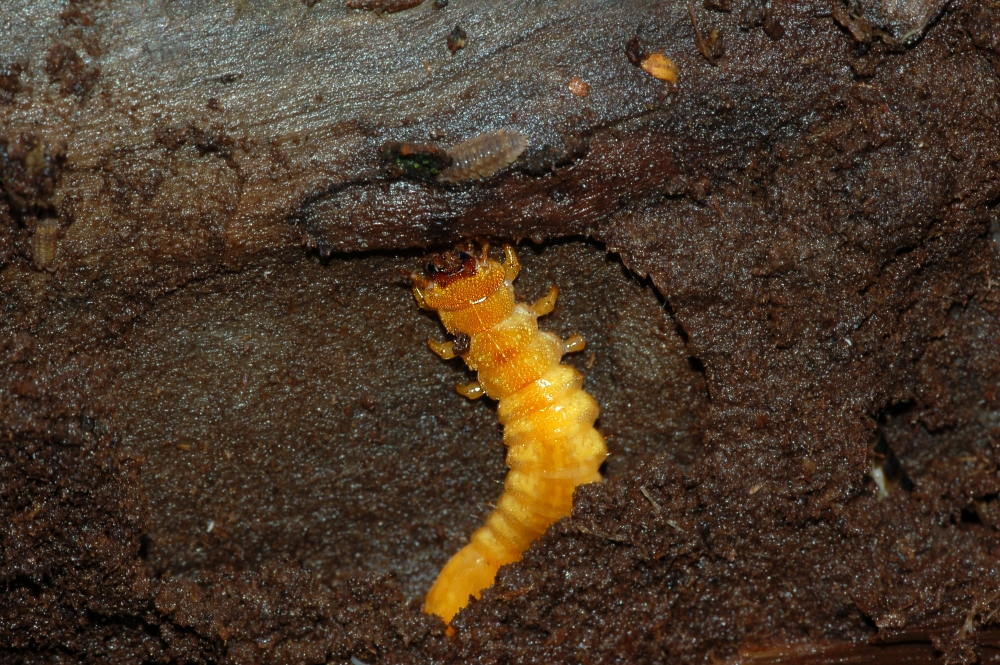